# 蒙斯布贝尔
蒙斯布贝尔（法語：Mons-Boubert，法語發音：[mɔ̃s bubɛʁ]）是法国上法蘭西大區索姆省的一个市镇，属于阿布维尔区。

## 地理
蒙斯布贝尔（50°7'45"N, 1°39'40"E）面积9.53 平方千米，位于法国上法蘭西大區索姆省，该省份为法国北部沿海省份，北起加来海峡省和北部省，西接滨海塞纳省和大西洋英吉利海峡，南至瓦兹省，东临埃纳省。
与蒙斯布贝尔接壤的市镇（或旧市镇、城区）包括：阿雷、布瓦蒙、弗朗勒、凯努瓦勒蒙唐、赛涅维尔。
蒙斯布贝尔的时区为UTC+01:00、UTC+02:00（夏令时）。

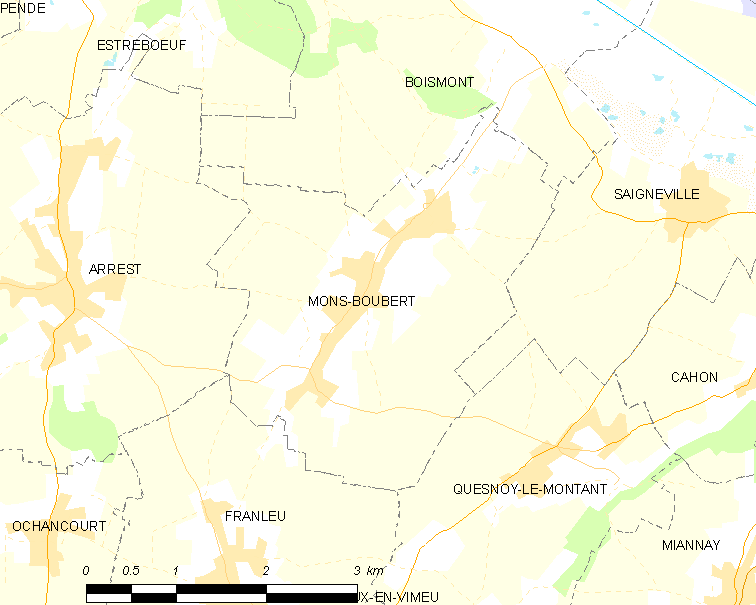
蒙斯布贝尔的OSM定位图

## 行政
蒙斯布贝尔的邮政编码为80210，INSEE市镇编码为80556。

## 政治
蒙斯布贝尔所属的省级选区为阿布维尔第二县。

## 人口

1962-2008年间蒙斯布贝尔人口变化图示

蒙斯布贝尔于2022年1月1日时的人口数量为578人。